# Memoriale di Kalevi-Liiva
Il Memoriale di Kalevi-Liiva è costituito da dune di sabbia e si trova nella parrocchia di Jõelähtme nella contea di Harju, in Estonia. Situato vicino alla costa baltica, a nord del villaggio di Jägala e dell'ex campo di concentramento di Jägala, è noto come il luogo di esecuzione di almeno 6 000 vittime dell'Olocausto.

## Il sito dell'esecuzione
Il sito di Kalevi-Liiva servì come luogo di esecuzione e sepoltura di ebrei dell'Europa centrale trasportati in Estonia coi treni per lo sterminio. Tra le altre vittime vi furono zingari e prigionieri politici, principalmente estoni e russi.
L'uccisione di massa veniva eseguita da collaboratori nazisti estoni sotto la supervisione tedesca. Un treno carico di ebrei arrivò alla stazione ferroviaria di Raasiku da Theresienstadt il 5 settembre 1942, un altro dalla Germania a metà settembre. Trasportavano oltre 2 000 persone, per lo più ebrei tedeschi e cecoslovacchi, circa 450 dei quali furono selezionati per i lavori forzati e internati nel campo di concentramento di Jägala; il resto fu trasferito in autobus a Kalevi-Liiva e immediatamente giustiziato.
Gli estoni incaricati delle esecuzioni, Aleksander Laak, Ain-Ervin Mere e Ralf Gerrets, furono tra gli imputati nei processi per l'Olocausto nell'Estonia sovietica del 1961, accusati di aver ucciso fino a 5 000 persone tra ebrei e zingari tedeschi e cecoslovacchi nel 1942-1943.
Le stime sul numero totale delle vittime variano. Le due lapidi del sito citano 6 000 ebrei e 2 000 rom. Fonti contemporanee stimano almeno 1 700 (probabilmente 1 754) ebrei uccisi a Kalevi-Liiva, oltre ad altre vittime accertate, tra cui quaranta zingari e un certo numero di prigionieri politici, la maggior parte dei quali di origine estone e russa.